# Racconti della terra
Racconti della terra è un programma televisivo di Carlo Fido, Stefano Munafò, Ivan Palermo e Valter Preci, andato in onda nel 1977, in tre puntate, con la regia di Carlo Quartucci.
Il programma, girato tra il 1975 e il 1976, è a metà strada tra teatro di strada, inchiesta giornalistica e documentarismo cinematografico, ed è un esempio di sperimentazione sul mezzo televisivo. È stato prodotto e messo in onda dalla seconda rete della Rai nel marzo del 1977. Dopo la morte di Carlo Quartucci, il programma notturno di Rai 3 Fuori orario lo ha riproposto nei mesi di febbraio e marzo del 2020, all'interno di un'ampia retrospettiva sulla sua opera televisiva. La retrospettiva è rimasta disponibile per 6 giorni dalla data di messa in onda anche sulla piattaforma RaiPlay. 
L'avvio della prima puntata spiega al pubblico televisivo l'impianto metodologico del lavoro, mettendolo in scena. Si vede l'intero cast di attori e giornalisti salire su un treno insieme alla troupe. Partito il treno, in uno scomparto di carrozza seduti vicino al finestrino, Carlo Quartucci spiega a Carla Tatò metodo e intenzioni:

“Dunque Carla, questo non è né uno sceneggiato né una inchiesta televisiva. Secondo me dovremmo essere chiari sin dall’inizio nel dare questa sensazione. Questo è un viaggio di un gruppo di attori, come te, di giornalisti e di tecnici della televisione attraverso una serie di situazioni emblematiche del mondo contadino, a partire dal nostro Sud.”

In un altro scomparto del treno altri componenti della troupe discutono intorno al metodo e alle intenzioni:

“Stavo dicendoti che i protagonisti reali del nostro racconto, delle nostre storie, sono i contadini, con le loro storie e loro verità, che sono verità individuali. Quindi la nostra non potrà essere un’inchiesta, non potrà dire tutto di tutto, al limite non potrà nemmeno essere oggettiva, ma le verità parziali dei contadini messe assieme costituiscono in qualche modo uno spaccato, un mosaico, di quelli che sono i problemi della crescita del nostro paese negli ultimi 30 anni, nel bene e nel male.”

Dopo l’ultimo cartello con il titolo della puntata, vediamo di nuovo Carla Tatò, che legge dalla sceneggiatura:

“Storia dei contadini. Racconti, lotte, poesie, speranze della civiltà della terra, rievocati dai protagonisti stessi e registrati da un gruppo di viaggiatori non obiettivi, giornalisti quasi muti, attori, cantastorie, in luoghi rappresentativi della penisola.” Aggiunge Carlo Quartucci, sempre rivolgendosi a Carla Tatò: “Cioè noi in qualche modo siamo gli strumenti, ma non siamo i protagonisti, i protagonisti sono i contadini.” 
Dopo essere passati in treno dalla Stazione di Aragona Caldare il viaggio termina a Palma di Montechiaro. Significativa l’intervista di Carlo Quartucci a Danilo Dolci, sull’esperienza della diga sul Fiume Jato. La puntata termina con il mettersi in viaggio di un camion, il camion degli attori.

La seconda puntata vede il Camion arrivare a Gela e, in seguito, spostarsi a Vittoria. Un viaggio che mette a confronto gli effetti di un grande intervento statale per la costruzione del Polo Petrolchimico dell'A.N.I.C., e l'azione invece spontanea, a Vittoria, di alcuni braccianti trasformatisi in coltivatori diretti e che, unendosi nella Cooperativa Rinascita, senza alcun aiuto statale hanno messo in piedi una attività, pionieristica per la Sicilia, di coltivazione in serra. Una attività molto più redditizia per il territorio di quanto ci si aspettava invece a Gela, con quella che comunemente viene chiamata la Cattedrale nel deserto. Un deserto di case abusive malcostruite vittime della speculazione e dove non solo l'esito occupazionale dell'intervento statale è minore, ma non ha prodotto alcun indotto, con il paradosso di un'impresa, la Gelaplast, sorta a ridosso con l'idea di essere favorita dalla vicinanza e invece costretta a comprare dall'estero gli stessi lavorati prodotti dall'A.N.I.C., mentre nelle campagne permane il fenomeno umiliante del caporalato. Venuto in Sicilia dalla Norvegia, anche lui al seguito di Danilo Dolci, Eyvind Hytten ci racconta della sua vicenda al servizio del Polo Petrolchimico, già conclusasi in modo amaro, e insieme agli attori aiuta a decostruire il mito di Enrico Mattei. La terza puntata è invece ambientata lungo il Belice, nelle zone del terremoto.
Nell'intento degli autori il programma doveva essere un viaggio dalla Sicilia alle Alpi, ma la sua realizzazione si limitò alla sola Sicilia, regione d'origine del regista.